# (15496) 1999 DQ3
(15496) 1999 DQ3 est un astéroïde de la ceinture principale d'astéroïdes découvert en 1999.

## Description
(15496) 1999 DQ3 a été découvert le 20 février 1999 à l'observatoire de Nachikatsuura au Japon, par Yoshisada Shimizu et Takeshi Urata.

### Caractéristiques orbitales
L'orbite de cet astéroïde est caractérisée par un demi-grand axe de 2,60 UA, un périhélie de 2,33 UA, une excentricité de 0,10 et une inclinaison de 13,07° par rapport à l'écliptique. Du fait de ces caractéristiques, à savoir un demi-grand axe compris entre 2 et 3,2 UA et un périhélie supérieur à 1,666 UA, il est classé, selon la JPL Small-Body Database, comme objet de la ceinture principale d'astéroïdes.

### Caractéristiques physiques
(15496) 1999 DQ3 a une magnitude absolue (H) de 13,3 et un albédo estimé à 0,076.